# حسن يونس (سياسي)
حسن يونس (بالملايوية: Hassan Yunus)‏ هو سياسي ماليزي، ولد في 1907 في ماليزيا، وتوفي في 12 يوليو 1968. حزبياً، نشط في المنظمة الوطنية الملاوية المتحدة.